# Otto Zerries
Otto Heinrich Josef Zerries (* 22. Juli 1914 in Pforzheim; † 4. Mai 1999 in Garmisch-Partenkirchen) war ein deutscher Ethnologe und Amerikanist. Einen Schwerpunkt seiner Arbeit bildeten die Indianer Südamerikas.

## Leben und Wirken
Otto H. J. Zerries, Sohn des Architekten Otto Zerries, besuchte in Pforzheim das Gymnasium, studierte ab 1934 an der Universität Frankfurt am Main und wurde dort 1939 zum Dr. phil. promoviert. Er war seit dem Wintersemester 1934/35 Mitglied der Alten Straßburger Burschenschaft Germania zu Frankfurt am Main. 1935 nahm er an der 12. Deutschen Inner-Afrikanischen Forschungsexpedition in Nordafrika teil. Von 1936 bis 1939 war er in Frankfurt zudem als Wissenschaftliche Hilfskraft am Städtischen Museum der Völkerkunde tätig. Es folgten Kriegsdienst und -gefangenschaft. Nach seiner Rückkehr 1947 nach Frankfurt war er dort bis 1956 Wissenschaftlicher Assistent am Frobenius-Institut und lehrte an der Universität Frankfurt. Von 1954 bis 1955 leitete er die Frobenius-Expedition in Südvenezuela, die erstmals ethnologisch Indianergruppen am oberen Orinoko erforschte. 1956 wurde Zerries Konservator, 1960 Oberkonservator und Leiter der Amerika-Abteilung des Staatlichen Museums für Völkerkunde in München. 1961 habilitierte er sich an der Universität München, wurde Privatdozent und 1967 nebenamtlich außerplanmäßiger Professor für Völkerkunde in München. Er war Mitglied in- und ausländischer Fachgesellschaften, von 1967 bis 1975 war er zudem als Fachgutachter der Deutschen Forschungsgemeinschaft (DFG) tätig. Zu seinem 60. Geburtstag erschien für eine Festschrift. 1979 wurde der in Bernau am Chiemsee lebende Ethnologe und Landeskonservator pensioniert.
Im Jahr 1981 erhielt er das Bundesverdienstkreuz Erster Klasse.

## Schriften (Auswahl)
- Das Schwirrholz. Untersuchung über die Verbreitung und Bedeutung der Schwirren im Kult (= Studien zur Kulturkunde. Band 7). Strecker und Schröder, Stuttgart 1942 (Zugleich: Frankfurt am Main, Universität, Dissertation, 1942).
- Wild- und Buschgeister in Südamerika. Eine Untersuchung jägerzeitlicher Phänomene im Kulturbild südamerikanischer Indianer (= Studien zur Kulturkunde. Band 11). Steiner, Wiesbaden 1954.
- Waika. 1964.
- mit Meinhard Schuster: Mahekodotedi – Monographie eines Dorfes der Waika-Indianer. 1974.
- mit Hans-Dietrich Disselhoff: Die Erben des Inkareiches und die Indianer der Wälder. In: Völkerkunde der Gegenwart: Südamerika. 1974.
- Unter Indianern Brasiliens. 1980.